# 二村良彦
二村 良彦（ふたむら よしひこ、1942年 - ）は、二村射影などで知られる日本の計算機科学者。専門はアルゴリズム、計算理論、プログラム自動生成など。
日本ソフトウェア科学会フェロー（2004年）。

## 経歴
1965年、北海道大学理学部数学科を卒業し、同年日立製作所に入社。同社の中央研究所に所属し、HITAC 5020のシステムソフトウェア開発などに携わった。その際の、「LISP 1.5 Programmer's Manual」に書かれているLispインタプリタのコードを読み解いて、Lispコンパイラをプログラミングする、という仕事から得た、インタプリタを入力するとコンパイラが出力されるコンパイラジェネレータはコンピュータのプログラムとして作れるのではないかという着想を、それらの処理系の関係は「自己適用可能な部分評価系」を利用してエレガントに定式化できる、という美しい理論に結実させた（1971年）。この定式化は後に、アンドレイ・エルショフが「二村の射影」と呼ばれるべき、と讃え（式のどの部分が、なぜ「射影」であるのか、といった詳細については、部分評価#二村射影を参照）、理論計算機科学の重要な成果とされている。1973年、ハーバード大学応用数学科大学院修士課程修了。
日立製作所基礎研究所主管研究員の時代には、いわゆる「構造(化)チャート」（フローチャート#構造化フローチャートを参照）の一種であるPAD (Problem Analysis Diagram) を考案した（初出は1979年頃）。PADはISO/IEC 8631:1989 のAnnex A (informative) に収録されている。
1985年、北海道大学から工学博士号を得る。論文名は「コンピュータプログラムの生産性向上に関する研究」。1985年から1985年まで、ウプサラ大学客員教授、1988年から1989年までハーバード大学客員教授を務める。この頃から、前述の部分評価系について、理論的な存在から実際に実用的なプログラムに適用できるように一般化（拡張）する一般部分計算 (GPC) の研究を本格化させている（単なる部分評価系を α と呼んでいたのに対し、GPC のそれは β と呼んでいる）。
日立製作所を退社し、1991年より早稲田大学理工学部教授およびソフトウェア生産技術研究所所長に就任した。一般部分計算法についてアメリカ合衆国で特許を取得（アメリカ合衆国特許第 5,241,678号、1993年8月31日成立）。その後もGPCの実装を進め、プロトタイプのWSDFU (Waseda Simplify-Distribute-Fold-Unfold) を完成させた。
2001年、産学協同プロジェクトであるSOBAプロジェクトに関わり、P2P技術であるSOBAフレームワークを使用した遠隔教育システムを開発した。2003年、SOBAフレームワークの普及を目的とするINCPOD（特定非営利活動法人オープンソースでネットコミュニティを開拓する会）の理事長に就任した。2005年4月、SOBAプロジェクト終了（現在は会社化している）と共に早稲田大学を退職しFutamura Institute, Inc.を創設。